# II Родосское Всеправославное совещание
II Родосское Всеправославное совещание (греч. Β΄ Πανορθόδοξη Διάσκεψη της Ρόδου; неофициально Второй Родос) — совещание представителей поместных православных церквей, проходившее с 26 сентября по 1 октября 1963 года на греческом острове Родос. Рабочие заседания проходили в гостинице «Элафина», принадлежавшая Родосской митрополии, расположенной в 50 км от города Родоса.
II Родосское Всеправославное совещание явилось продолжением I Родосского Всеправославное совещания (1961), но отличалось от него по своим задачам, характеру работ и значению. Второе Родосское Совещание 1963 года состоялось в иных условиях, с целью обсуждения, в отличие от первого, конкретных практических вопросов, требовавших определенного решения. Совещание обсуждало определение на основе общего согласия посылку наблюдателей от всех Православных Церквей на II сессию II Ватиканского собора, а также вопросы начала официального диалога с Католической церковью.

## Подготовка
Непосредственным поводом к его созыву II Родосского совещания было приглашение наблюдателей на вторую сессию Второго Ватиканского Собора, посланное кардиналом Августином Беа, руководителем Секретариата по христианскому единству Римско-Католической Церкви, главам всех автокефальных православных церквей. В ответ на это предложение Патриарху Константинопольский Афинагору предложил созвать Всеправославное совещание. Собрание на Родосе имело целью совместно обсудить это предложение, принять общее решение, а также в связи с этим рассмотреть вопросы об общем отношении к Риму в конкретной обстановке положения современного христианского мира.
Получив согласие от большинства глав автокефальных церквей на свой запрос, Патриарх Афинагор спешно осуществил созыв II Всеправославного Совещания.

## Участники совещания
Второе Родосское совещание, в отличие от первого, было малочисленным. Отсутствовала Элладская православная церковь, которая вопреки мощному давлению со стороны греческого правительства отказалась направить свою делегацию на Родос. На втором Родосском Совещании отсутствовали также Грузинская, Албанская и Польская церкви. Председателем Совещания был митрополит Илиупольский Мелитон (Хадзис).
Русскую Православную Церковь представляли архиепископ Брюссельский и Бельгийский Василий (Кривошеин) и митрополит Минский и Белорусский Никодим (Ротов), который перед прибытием на Родос, 15 сентября 1963 года, был на аудиенции у Павла VI в Риме.
Румынскую Православную Церковь представляли Митрополит Молдавский Иустин (Моисеску), митрополит Олтенийский Фирмилиан (Марин) и епископ Тырговиштский Анфим (Ника).

## Работа совещания
Председатель, митрополит Мелитон (Хадзис), выступил с предложением рассмотреть первый пункт программы — вопрос о посылке или непосылке наблюдателей на вторую сессию II Ватиканского Собора в ответ на приглашение кардинала Августина Беа — и предложил каждой церковной делегации высказать по этому поводу своё мнение.
Русская Церковь возлагала большие надежды на II Всеправославное Совещание на Родосе, рассчитывая, что совещание укрепит позиции Православия перед лицом католицизма и западного мира вообще. Но в действительности на совещании митрополиту Никодиму (Ротову) и архиепископу Василию (Кривошеину) пришлось противостоять централизму Константинополя в решении общецерковных задач, к которым относилось и присутствие наблюдателей на Соборе. По этому вопросу единой позиции не было. Константинопольский Патриархат поддержали Александрийская и Кипрская церкви.
По воспоминаниям архиепископа Василия (Кривошеина), по вопросу о наблюдателях возникло много разногласий между Церквами большинство было против, но «в большой степени благодаря стараниям митрополита Никодима» был найден компромисс. В результате обсуждения единодушно было принято решение по первому пункту повестки дня, чтобы вопрос о посылке наблюдателей на вторую сессию Ватиканского Собора был оставлен на свободное решение самих поместных церквей. Представитель Кипрской православной церкви высказал пожелание, чтобы наблюдателями в Ватикан назначались не епископы, а лица в иерейском сане или миряне-богословы. Митрополит Никодим поддержал это предложение, заявив, что сан епископа несовместим с положением наблюдателя. Это предложение было единогласно принято.
Неожиданно Патриарх Афинагор устами своего викария митрополита Элиупольского Мелитона (Хадзиса) выдвинул идею открытия диалога с Римом при соблюдении принципа «равноправия». По этому вопросу между греческим и славянским православием не было достигнуто соглашение. В обнародованном 28 сентября 1963 года заключительном заявлении Совещания все расхождения были зафиксированы и было сказано также о решении вынести вопрос диалога с Римом на следующее Всеправославное совещание. Затем Совещание перешло к обсуждению второго пункта программы своих работ — к вопросу об отношениях с Римско-Католической Церковью. По воспоминаниям архиепископа Василия (Кривошенина):

Относительно диалога с Римом было достигнуто принципиальное согласие, но так как этот вопрос не стоял в программе конференции, было постановлено передать решение на следующее Всеправославное совещание в будущем году. Не обошлось без трудностей в обсуждении проблемы, а именно со стороны митрополита Ловчанского Максима (будущий Патриарх Болгарский). Он затруднялся принимать решение, которое предварительно не обсуждалось, и не было одобрено Болгарской Церковью. Он то и дело вскакивал с места, подвигался к митрополиту Никодиму и шептался с ним. Владыка Никодим советовал, настаивал согласиться, говоря, что решение только принципиальное. Наконец даже раздражился и митрополит Максим уступил!

Участники Совещания единогласно одобрили предложение о начале богословского диалога с Римской Церковью на равных началах и на одинаковом уровне с тем, чтобы это решение Родосского Всеправославного Совещания было представлено на рассмотрение всем автокефальным православным церквам и потом проведено в жизнь всей Православной Церковью сообща. Были зачитаны и одобрены текст Послания Совещания, краткие протоколы его заседаний и составлены информационные сообщения для прессы. После этого деловая часть работ Всеправославного Совещания была объявлена законченной.

## Итоги
Основным итогом II Родосского совещания, было то, что Всеправославное совещание, приняв сделанное по инициативе Патриарха Афинагора предложение Константинопольской Патриархии, решило, как отмечается в итоговом послании, «чтобы наша Восточная Православная Церковь предложила чтимой Римско-Католической Церкви начать диалог между двумя Церквами на равных условиях». Данное решение можно считать развитием выраженного на I Родосском Всеправославном Совещании в 1961 году решения Православных Церквей о «развитии отношений в духе любви Христовой» с Римско-Католической Церковью вопреки решениям Всеправославного совещания 1948 года в Москве.
Участник совещания архиепископ Василий (Кривошеин) в своей статье, напечатанной в «Журнале Московской Патриархии» в 1964 года, с большим оптимизмом оценивал его итоги: «Подводя итоги Родосскому Совещанию, можно сказать, что, как и первое Совещание, оно было, в общем, несомненным успехом для Православия. Существовавшие между церквами различия во взглядах были, с Божией помощью, сравнительно легко преодолены, и единство в свободе Святого Православия ещё раз явлено всему миру. Можно также сказать, что если значение первого Родосского Совещания было главным образом в том, что на нём был проявлен во всеправославном масштабе древний принцип соборности, то на втором Родосе мы видели применения этого соборного принципа на практике, при решении — и притом успешном — конкретных текущих дел общеправославной жизни. Но вместе с тем второе Родосское Совещание ещё раз наглядно показало, что в Православии нет места для какого-либо примата в римском духе, что ни одна поместная Церковь, каково бы ни было её историческое значение, не может господствовать над другими и диктовать им свою программу и волю. Работы Родосского Совещания потому были столь плодотворными и братскими по духу, что все участвовавшие в нём поместные церкви были готовы прислушиваться друг к другу, принимать во внимание положение и особые интересы каждой из них, уступать друг другу и не навязывать Совещанию своей заранее выработанной программы». Вместе с тем, он отметил и недостатки совещания: «Многое в постановлениях Родосского Совещания не вполне ясно и может быть истолковано по-разному. Как будет организован диалог с Римом, кто его будет вести, что в точности значит выражение „на равных условиях“? <…> Не совсем ясно также, как будет осуществляться необходимая для начала диалога совместная богословская подготовка. Кратковременность работы Родосского Совещания не позволяла более детально формулировать эти вопросы».
Итальянский религиовед Мауро Велати отмечал в 1995 году: «накануне открытия Второго Всеправославного совещания Афинагор заявил, что единство Православия является необходимой предпосылкой единства всей Церкви. Характерно, что Никодим, митрополит Минский, так же утверждал, что совещание закладывает основы „единого Православия“. Однако расхождения по вопросу о смысле и способах достижения этого единства прямо-таки резали глаза»
Как отмечала Ольга Васильева, совещание отнюдь не привело к единению среди поместных православных Церквах: «Патриарх Афинагор боялся усиления международного влияния Русской Церкви и желал контролировать её путем включения в систему православного монолитизма. <…> Константинополь желал рассматривать своё участие в сессиях Второго Ватиканского Собора признанием собственного первородства, с чем Москва не была намерена соглашаться. В итоге Второе Всеправославное Совещание ещё более усилило расхождение позиций между русскими и фанариотами в вопросе о Католическом Соборе в Риме. Ожидаемого единства не получилось… Дальнейшие события показали, что Патриарх Афинагор принял решение не посылать наблюдателей и предпочёл проведение прямого диалога на „равных началах“, который от имени всего православия он же, Вселенский Патриарх, и повёл».
Несмотря на развитие экуменических контактов между православными и римо-католиками после II Родосского Всеправославного совещания, официальный богословский диалог начался только в 1980 году.